# Himerta scutellata
Himerta scutellata là một loài tò vò trong họ Ichneumonidae.